# Didiereàcies
Didiereaceae és una petita família de plantes suculentes endèmic del sud i sud-oest de Madagascar. Compta amb 11 espècies. Els estudis moleculars mostren que el gènere Portulacaria (abans dins la família Portulacaceae) forma part d'aquesta familia i això porta la seva distribució més enllà de l'illa de Madagascar.

## Descripció
Són plantes suculentes i espinoses en forma d'arbusts o arbres de 2 a 20 m d'alt, les fulles són suculentes i cauen durant la llarga estació seca. Totes les espècies són dioiques. Estan relacionades amb les cactàcies i fins i tot poden ser empeltades sobre alguns cactus.

## Gèneres i espècies
Alluaudia (Drake) Drake 1903
- Alluaudia ascendens (Drake) Drake 1903
- Alluaudia comosa (Drake) Drake 1903
- Alluaudia dumosa (Drake) Drake 1903
- Alluaudia humbertii Choux 1934
- Alluaudia montagnacii Rauh 1961 – probably a natural hybrid of A. ascendens and A. procera
- Alluaudia procera (Drake) Drake 1903 –la més sovint cultivada

Alluaudiopsis Humbert i Choux 1934
- Alluaudiopsis fiherensis Humbert i Choux 1934
- Alluaudiopsis marnieriana Rauh 1961

Decaria Choux 1929
- Decaria madagascariensis Choux 1929

Didierea Baillon1880
- Didierea madagascariensis Baillon 1880
- Didierea trollii Capuron i Rauh 1961

Diverses espècies són plantes d'interior ornamentals.

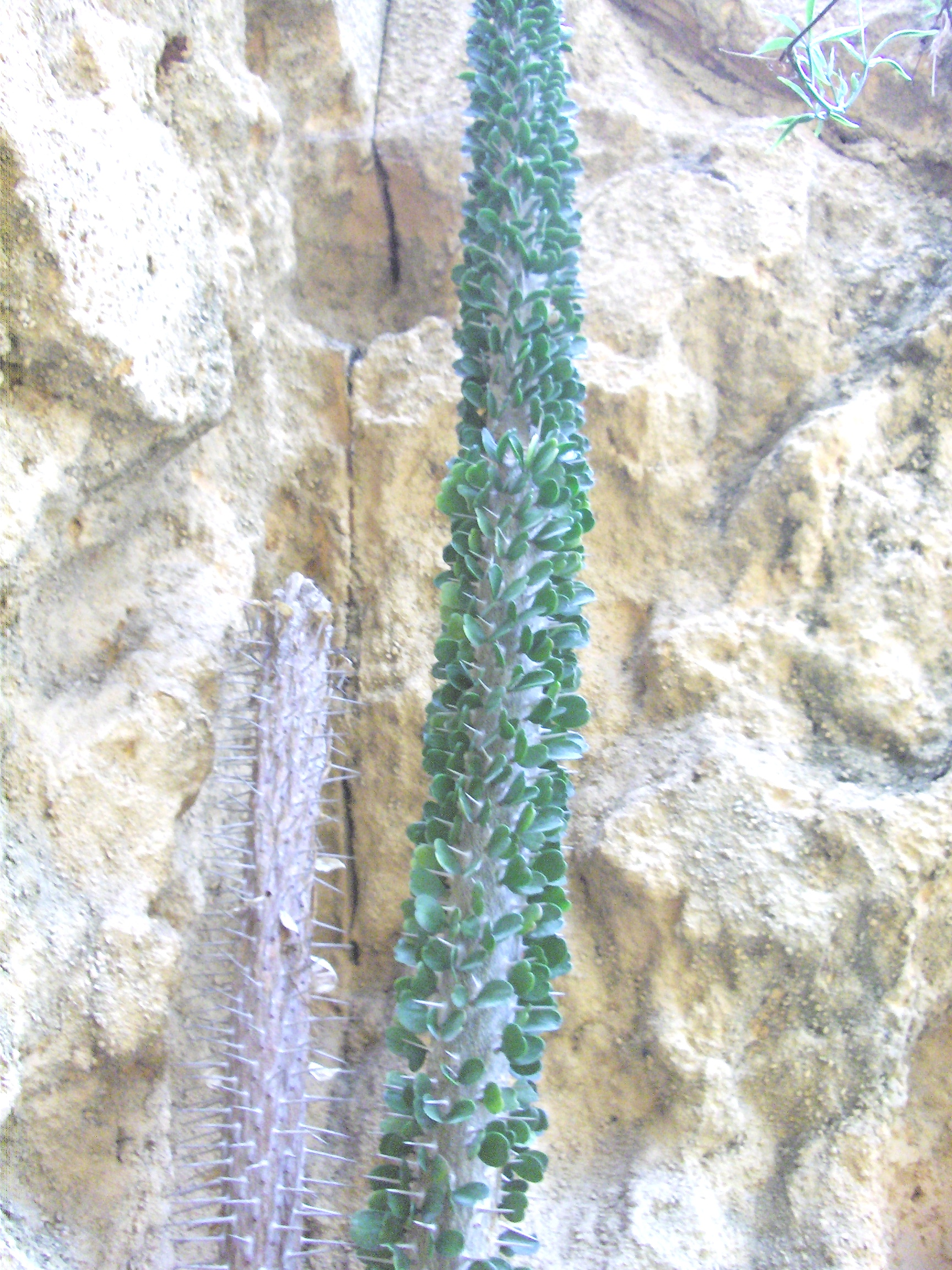
Alluaudia ascendens